# Dico Koppers
Dico Koppers (* 30. Januar 1990 in Harmelen, Provinz Utrecht) ist ein niederländischer Fußballspieler.